# ريك مورانيس
ريك مورانيس هو كاتب سيناريو وممثل كندي، ولد في 18 أبريل 1953 بتورونتو في كندا. من الجوائز التي نالها جائزة الإيمي برايم تايم وجائزة إيرل غراي ‏ سنة 1995.

## أعمال

### أفلام
- (1984) صائدو الأشباح[4][5][6]
- (1985) ملايين بروستر
- (1987) سبيسبولز[7][8]
- (2003) أخي الدب[9][10][11]

## جوائز
- جائزة الإيمي برايم تايم
- جائزة إيرل غراي [الإنجليزية]‏ (1995)

## وصلات خارجية
- ريك مورانيس على موقع IMDb (الإنجليزية)
- ريك مورانيس على موقع ألو سيني (الفرنسية)
- ريك مورانيس على موقع ميوزك برينز (الإنجليزية)
- ريك مورانيس على موقع أول موفي (الإنجليزية)
- ريك مورانيس على موقع قاعدة بيانات الأفلام السويدية (السويدية)
- ريك مورانيس على موقع إن إن دي بي (الإنجليزية)
- ريك مورانيس على موقع ديسكوغز (الإنجليزية)
- ريك مورانيس على موقع قاعدة بيانات الفيلم (الإنجليزية)
- ريك مورانيس على موقع كينوبويسك (الروسية)